# Schlossplatz (Warschau)

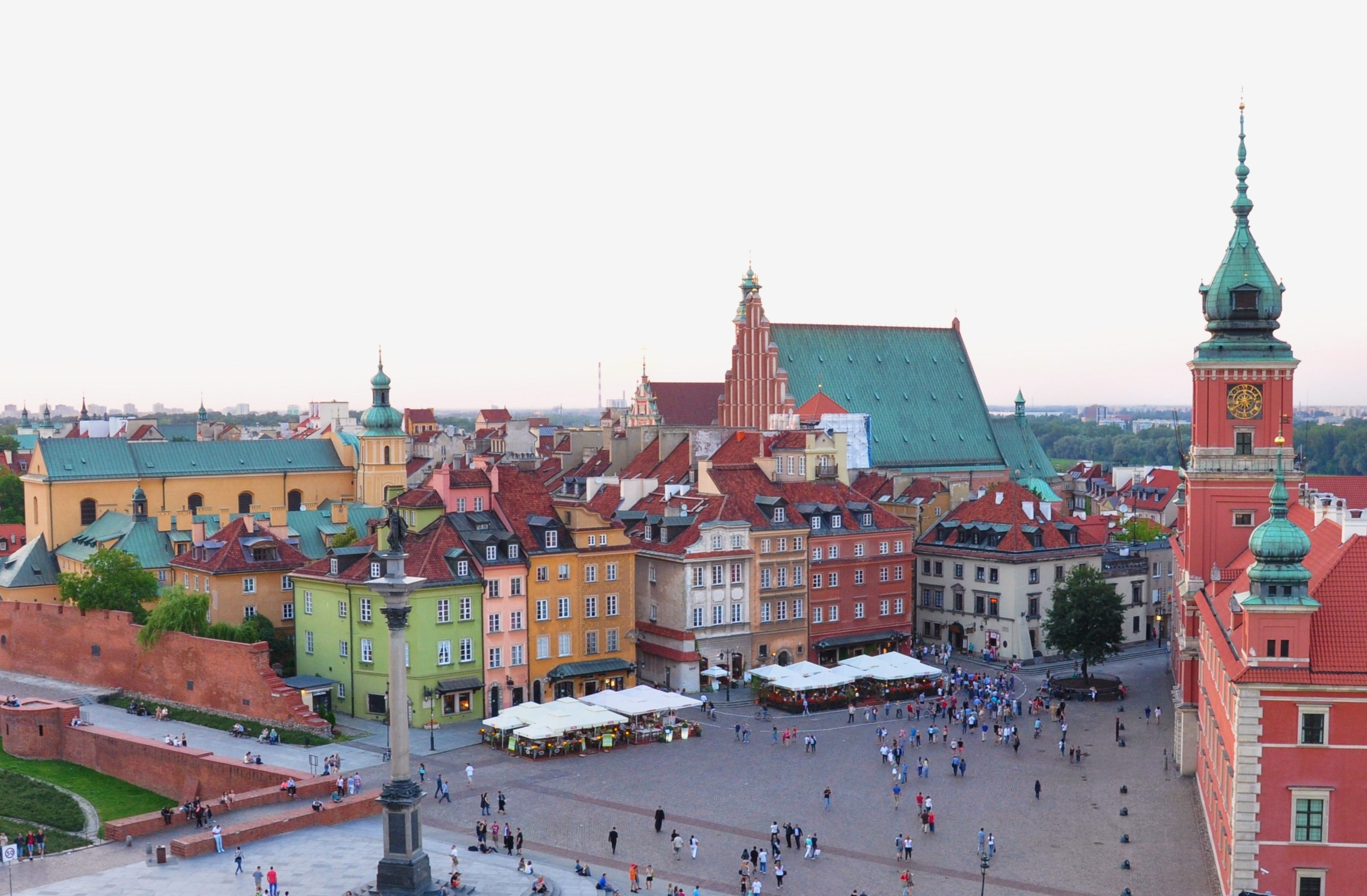
Blick auf den Schlossplatz in Warschau, mit Schloss (rechts) und Sigismundssäule (links)

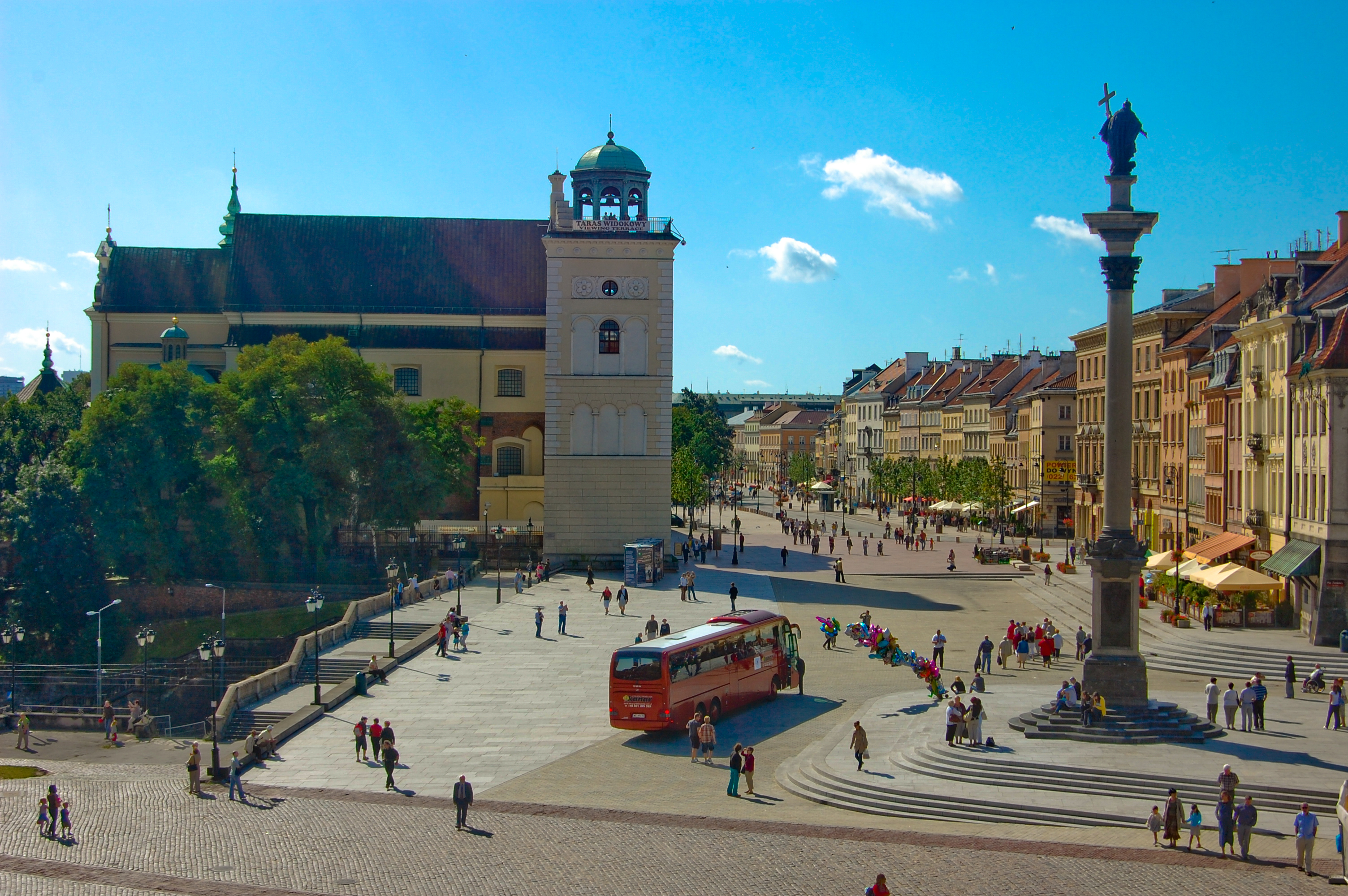
Blick vom Schlossplatz südwärts

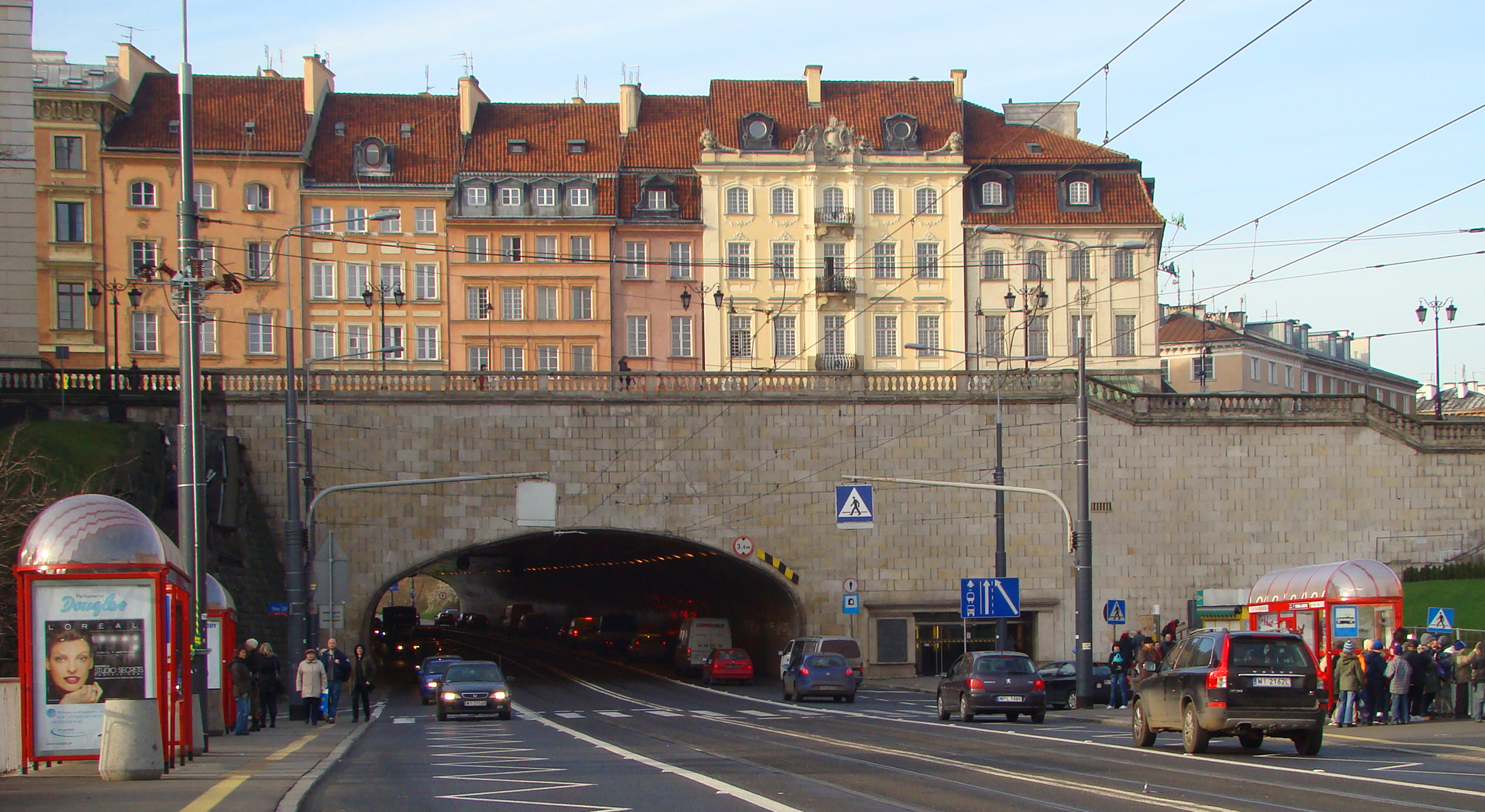
Verkehrstunnel unter dem Schlossplatz

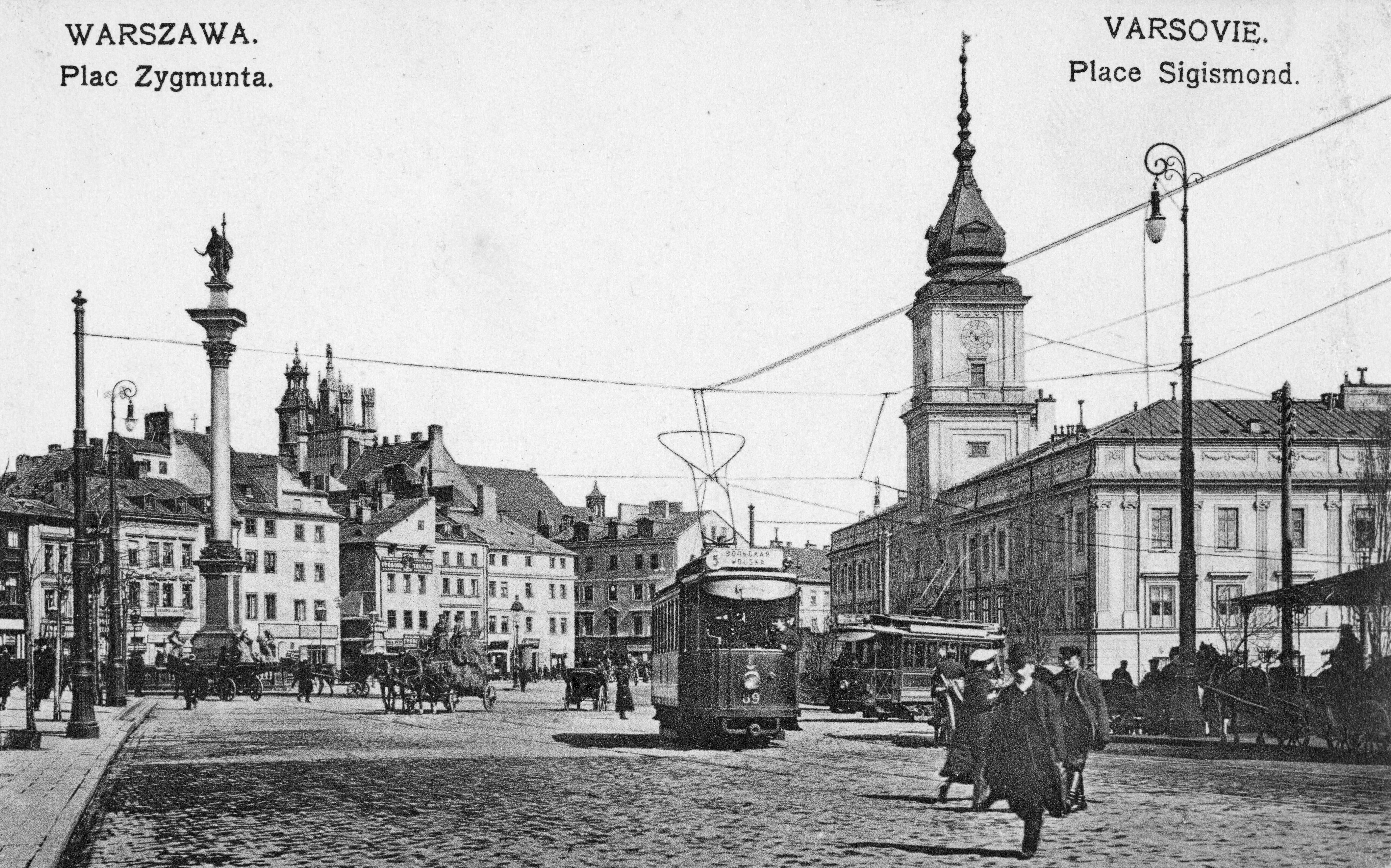
Schlossplatz um 1910

Der Schlossplatz (poln. Plac Zamkowy) befindet sich zwischen dem Warschauer Königsschloss und der Altstadt. Von der Südseite war er durch die Stadtmauer und das Krakauer Tor begrenzt.

## Geschichte
Seit 1644 bildet die Sigismundssäule die Dominante des Platzes. Das Krakauer Tor und ein Teil der Stadtmauer wurden 1818 abgebrochen. Die am Krakauer Tor beginnende Straße – die Krakauer Vorstadt (poln. Krakowskie Przedmieście) – behielt ihren Namen.
Vor der Zerstörung Warschaus 1944 war der Schlossplatz einer der verkehrsreichsten Plätze der Stadt. Vom Platz führte eine steile Straße hinunter durch den Felix-Pancer-Viadukt zur Most Kierbedzia und weiter zum Stadtteil Praga auf dem rechten Weichselufer.
1944 wurden der Viadukt und die Brücke gesprengt. Statt den Vorkriegszustand wiederherzustellen, entwarfen die Warschauer Stadtplaner im Biuro Odbudowy Stolicy (BOS) mitten im Ruinenmeer einen Straßentunnel unter dem Schlossplatz, der den Verkehr vorbei an der Altstadt umleiten sollte. Der beschädigte Pancer-Viadukt wurde abgebrochen. Auf den Pfeilern der 1859 errichteten Brücke wurde eine neue, breitere Brücke (Śląsko-Dąbrowski-Brücke) errichtet. Über der Tunneldecke wurden die alten Häuser wiederhergestellt. Am 22. Juli 1949 wurde die neue Ost-West Trasse eröffnet. Seitdem fließt der Verkehr unten im Tunnel. Der Schlossplatz wurde zur Fußgängerzone umfunktioniert. Die Straßenbahn-Haltestellen unten an der Tunnelmündung wurden mit dem Platz durch eine Rolltreppe verbunden. 1953 wurde die wiederaufgebaute Warschauer Altstadt eröffnet. Das Warschauer Königsschloss war erst 1988 fertig. Seitdem erscheint der Schlossplatz im heutigen Zustand.